# Svetega Petra Hrib
Svetega Petra Hrib (nekdaj Sveti Peter v Hribih, po 2. sv. vojni Hrib nad Zmincem ali Hrib pri Zmincu, nemško Sankt Peter im Gebirge) je hribovska vas v Občini Škofja Loka. Vas se razprostira na levem bregu Bodoveljske grape. Vas spada pod podružnico svetega Petra v Bodovljah, po tej cerkvi je dobila tudi ime. Vas sestavljajo raztresene hribovske kmetije.

## Kulturna dediščina
Na nadmorski višini 674 m. stoji Kapela svetega Bernarda. Ljudsko poimenovanje zanjo je Arharjeva kapela, ker jo je v prvi pol. 19. stol. zgradil kmet Arhar. Ljudsko izročilo pravi, da je bila kapela zgrajena v zahvalo, ker je kmet Arhar srečno pregnal volka, ki ga je napadel v bližini. Lesen oltar je posvečen cistercijanskemu svetniku svetemu Bernardu iz Clairvauxa. Najverjetneje ga je izdelal rezbar Štefan Šubic iz Poljan.